# Катоа
Катоа (фр. Katoa) — город и супрефектура в Чаде, расположенный на территории региона Восточное Майо-Кеби. Входит в состав департамента Майо-Леми.

## Географическое положение
Город находится в юго-западной части Чада, на правом берегу реки Логон, вблизи государственной границы с Камеруном, на высоте 288 метров над уровнем моря.
Населённый пункт расположен на расстоянии приблизительно 137 километров к югу от столицы страны Нджамены.

## Население
По данным официальной переписи 2009 года численность населения Катоа составляла 18 140 человек (8845 мужчин и 9295 женщин). Население супрефектуры по возрастному диапазону распределилось следующим образом: 52,4 % — жители младше 15 лет, 41,7 % — между 15 и 59 годами и 5,9 % — в возрасте 60 лет и старше.

## Транспорт
Ближайший аэропорт расположен в камерунском городе Ягуа.